# Canara (Cehegín)
Canara es la pedanía de mayor población del municipio de Cehegín, en la Región de Murcia, España.

## Localización y población
Se encuentra ubicada 6 km al noreste de la cabecera municipal y 72 km al noroeste de Murcia. Cuenta con una población de 565 habitantes.

## Historia
Al parecer la fértil cuenca del río Argos fue colonizada por los griegos, aunque existen yacimientos y pinturas rupestres que prueban la ocupación humana de la zona de Canara con anterioridad.
Tras la Reconquista de la zona por los castellanos, la población tuvo señorío y encomienda, pasando a estar bajo la jurisdicción de diversas órdenes militares. Además, en Canara también existió población mudéjar. Ya en el siglo XV pasaría a depender de Cehegín, convirtiéndose en una de sus pedanías más importantes y transcurriendo a partir de entonces su historia en paralelo a la del municipio.
Cuenta Martín de Ambel y Bernad, en Antigüedades de la Villa de Cehegín, que en 1256 Alfonso X ordenó que los vecinos de Canara marcharan a la villa de Cehegín, dada la situación crítica en la que se encontraba la frontera con Granada. Pero en la Ermita de la Peña de la ciudad debía quedar un alcaide a cuidar de la fortaleza y templo, el Santuario de la Virgen de la Peña. Claro que la fecha que nos señala Ambel debería ser mucho más tardía, puesto que en 1256 apenas habría dado tiempo al lugar de construir sus templos.
En todo caso esta anécdota nos da una idea de la importancia que ya en época medieval tenía la ciudad de Canara, y que sus zonas de cañadas y pastos debían formar parte del devenir propio de unas aldeas importantes cuyos entornos estaban dedicados a la agricultura del cereal y el ganado.
Es probable que las fluctuaciones de población de Canara y su entorno coincidieran con la situación sociopolítica vigente, despoblación en el siglo XIV, repoblación en el XVI, consolidación en el XVIII, etc. 
En cualquier caso la Orden de Santiago tendría en el lugar posesiones hasta 1847.

## Economía
Esta pedanía siempre tuvo en la agricultura la base de su economía. La huerta donde se cultivaban las hortalizas y verduras de temporada como patatas, tomates, melones o berenjenas. En la actualidad sigue siendo la agricultura el pilar económico, pero con cultivos más tecnificados y especializados. Frutales como el albaricoque o las ciruelas, invernaderos de hortalizas y flores, todos ellos regados con los modernos sistemas de riego localizado de alta frecuencia.
Precisamente la floricultura es una de las parcelas agrícolas más rentables en estos momentos en esta comarca, las buenas cualidades del agua, fundamentalmente su baja salinidad, proporciona buenas producciones de flor cortada y de gran calidad, flores como claveles, gladiolos, gerberas o crisantemos son algunos ejemplos de esta actividad.
Unidas a las actividades agrícolas hay varias empresas dedicadas a la manipulación, transformación y comercialización de estas producciones, ya sean frutas o flores.

## Gastronomía
Algunos platos típicos de esta localidad son la Olla con sus tres variantes, de verano (con patata, calabaza, alubias), de invierno (patata, arroz, tocino, magra de cerdo y morcilla) y la gitana. Además, se elabora la pipirrana, arroz con bacalao y perdiz escabechada. los potajes y las migas con tajás, que no son otra cosa que los tropezones de carne y embutido de cerdo. También son representativos el empedrao, las carnes a la brasa o las llandas de carne al horno, así como una gran variedad de arroces que se acompañan con carne y verdura, Rin-Ran y caldo de espárragos.

## Fiestas
Las fiestas de la Virgen de la Peña, actual patrona de Canara y también de Cehegín hasta el siglo XVIII, se celebran del 14 al 19 de agosto con diversos actos de raigambre popular como romerías, verbenas, encierros de reses bravas, actuaciones musicales, fuegos artificiales, así como otros eventos lúdicos contenidos en un ameno programa de actividades.